# Nannopsittaca
A Nannopsittaca a madarak osztályának papagájalakúak (Psittaciformes) rendjébe a papagájfélék (Psittacidae) családjába és az araformák (Arinae) alcsaládjába tartozó nem.
Alcsaládi besorolása vitatott, egyes szervezetek még a jákópapagáj-formák (Psittacinae) alcsaládjába sorolják a nemet.

## Rendszerezésük
A nemet Robert Ridgway amerikai ornitológus írta le 1912-ben, az alábbi fajok tartoznak ide:
- Amazóniai papagáj (Nannopsittaca dachilleae)
- Tepui papagáj (Nannopsittaca panychlora)

## Előfordulásuk
Dél-Amerika területén honosak. Természetes élőhelyeik a szubtrópusi vagy trópusi esőerdők. Nomád fajok.

## Megjelenésük
Átlagos testhosszuk 14 centiméter körüli.